# 武汉内环线

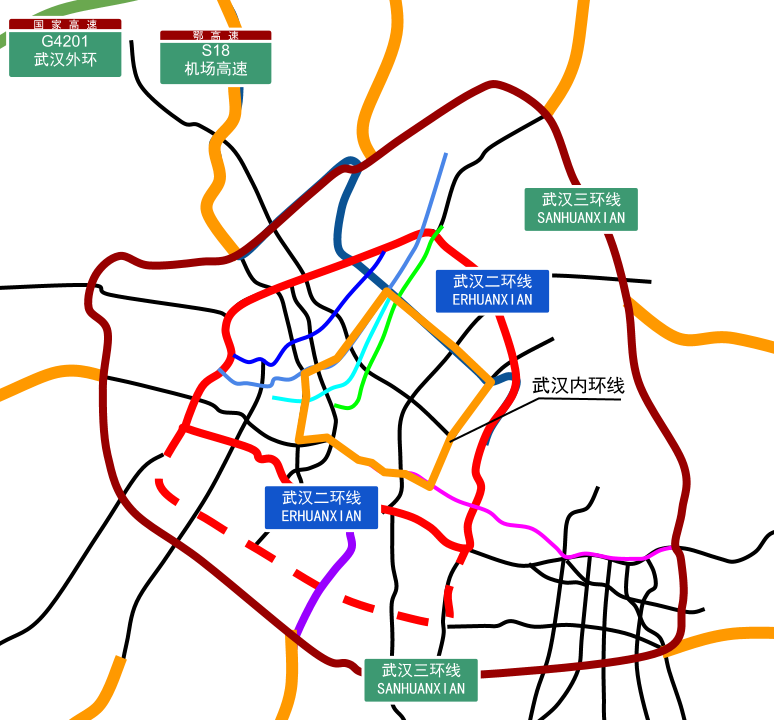
图中橘黄色的环状线路为武汉内环线

武汉内环线，又称武汉一环路，是武汉市内的一条环线道路，设计全长28公里。其布置在武汉三镇滨江活动区一带，旨在为主城生活性服务功能区提供快速客运交通功能。

## 历史
武汉内环线最早形成于武汉长江二桥修建完成之际，以当时市内仅有的两座长江大桥作为过江通道。其过江桥梁曾被设计为武汉长江二桥与鹦鹉洲长江大桥，但后来规划决定将鹦鹉洲长江大桥作为武汉二环线的过江桥梁，故内环线复以武汉长江大桥与武汉长江二桥过江。

## 具体走向
内环线的旧规划与新规划皆以解放大道作为其汉口段的主要部分。在旧规划中，以解放大道起始，向南经江汉一桥到达汉阳古琴台后，左转由龟山南路上长江大桥过江，到达武昌武珞路后，前行约四公里左转进入中南路及其延长线中北路，最后左转经徐东大街上长江二桥回到汉口，由黄浦大街左转直至再度抵达解放大道。
新规划不以江汉一桥作为过汉江的通道，而顶替它连接汉阳与汉口的则是月湖桥，在抵达马鹦路后左转上鹦鹉洲长江大桥，过长江后左转进入中山路及其连接线友谊大道，最后左转上二桥。这套方案目前已搁置。

## 公交
武汉公交64路沿内环线开行。